# طلا(I) سولفید
طلا (I) سولفید (به انگلیسی: Gold(I) sulfide) با فرمول شیمیایی Au۲S یک ترکیب شیمیایی است. که جرم مولی آن ۴۲۵٫۹۹۸ g/mol می‌باشد. 